# Hešibi
Hešibi (poslovenjeno disk iz žada gospoda Heja) je bil sveti ceremonialni bi (disk iz žada z luknjo v sredini), ki je imel pomembno vlogo v kitajski zgodovini. Prvič se je pojavil sredi 8. stoletja pr. n. št., ko je bil razrezan v obredni bi in priznan kot cesarski zaklad. Hešibi je postal predmet spora med vojskujočimi se državami. Okoli 4. stoletja pr. n. št. je bil ukraden v Čuju. Hešibi je nato zasegel Džao in leta 283 pr. n. št. Čin. Ko je bila leta 221 pr. n. št. ustanovljena dinastija Čin, je Hešibi postal pečat cesarja Čin Ši Huanga, simbol nebeškega mandata, in se nato prenašal skozi niz kitajskih dinastij, dokler ni bil v 10. stoletju izgubljen. 
Zgodnja zgodovina diska je negotova. Najzgodnejša pisna omemba je iz 3. stoletja pr. n. št. Zgodba o njegovi najdbi je verjetno apokrifna. Sporno je tudi, ali je bil spremenjen v cesarski pečat Kitajske. Če je bil spremenjen v pečat, se je zagotovo izgubil v času dinastije Ming. Hešibi je že od prvih omemb metafora za dragocen predmet.  
- neobdelan žad
- Bi, disk iz žada, okrašen z zmaji, 4-2. stoletje pr. n. št.
- Huang, polkrožen obesek iz žada, 9.-8. stoletje pr. n. št.